# Мел Каунтс
Мел Каунтс (англ. Mel Counts, 16 жовтня 1941) — американський баскетболіст.
Олімпійський чемпіон 1964 року.